# 河童之夏
《河童之夏》（日语：河童のクゥと夏休）是2007年7月28日在松竹上映的動畫電影。描寫在現代社會甦醒的河童之子「小酷」和少年上原康一之間的友情以及在他之間所遇到各種事情和人類。對於環境問題、欺凌、媒體的過度報導等日本社會問題也加以諷刺。戲院公開版（通常版DVD）為138分。特別版（合集BOX-DVD）為141分。
原作為木暮正夫的兒童文学。製作發表時的標題（分鏡的標題則成為）。

## 概要
導演為曾执导《蠟筆小新：風起雲湧 猛烈！大人帝國的反擊》、《蠟筆小新：風起雲湧 壯烈！戰國大會戰》的原惠一。這也是他自『戰国大合戰』後睽違5年的新作，不僅獲得第11屆日本新媒體動漫藝術節動畫部門大獎、也獲選第81回電影旬報最佳十部電影之一，並且作為2007年日本電影代表，受到影迷和影評的高度評價。
導演在原作出版的二十年間、希望能加以改編成動畫。1980年代後半、因為盛行把漫畫原作改編成動畫、所以讓他抱著「難道漫畫以外的作品不能改編成動畫嗎」的謹慎態度。於是在他找尋可改編的兒童文学作品時、遇到了作為本作原作之一的『かっぱびっくり旅』。導演為了獲得作者許可而去拜訪他時、向他傳達了想要大幅增加內容的意思。木暮則是以「小酷如果再現，會是什麼樣的造型」、而答應動畫化。原作的舞台設定成「ヒガシタチバナ市」、是位於群馬縣內的虛構城市、而本作舞台則是設定成東京都東久留米市。這是因為原在拜訪木暮家時，喜歡上附近黑目川的橋而把它變成舞台。
在完成的十年前、本作成為ENIX（当時）的動畫企畫中的佳作、但以後卻沒有任何進度。原則是在擔任『蠟筆小新』電視版和劇場版的導演的期間、還沒有想要把本作加以動畫化。而是把製作的想法一點一點地作出來（像是有出現『大人帝国的反擊』中東京鐵塔的場景。）另外他也想到如果得到許可的話，要讓小酷出現在蠟筆小新的劇場版裡的點子。
原對於將原作改編成動畫的熱情不變、之後在有人見到「蠟筆小新」的成果後，向他說出「就做看看吧」的話、終於得到他的許可。然後在經過5年的制作期間（原曰:「實際的作業期間有2年」）後、讓本作終於問世。
不過原作者在動畫完成前，就在2007年1月去世。讓原對木暮心懷歉疚和感謝。
如前述、因為大幅改編原作、因此讓動畫版的故事和舞台都不一樣。然後登場角色也增加並且細致地描寫每個人的心情。另外也到東久留米的街道和田園風景、黑目川周圍、遠野中進行探勘場景、使得作品的美術設定更加寫實。另外分鏡的時間約3小時、800頁的數量、然後被砍掉的場景則有十分鐘之多。在初號的ラッシュフィルム公佈的時間為2小時50分、但因為週圍人的提議而又砍掉大約三十分的場景。讓原說出「我的工作很吃力呀」。
而聲優的名單、迥異一般請來職業聲優、而是讓兒童和演員來配音。會作出這個決定，則是原並不擅長應付聲優的動畫腔調和誇大的演出、於是說出想要尋求比起聲優的演出更加真實的孩童聲音。讓他把作中孩子角色的事後配音日程表排到週末、另外同時為了大人角色的聲音更像大人、於是讓這些人和孩子角色的配音互相分開錄製。至於小酷的口音、則是接近木暮和原出身地的群馬縣附近的方言並且類似群馬腔。至於配小酷父親的なぎら健壹、雖然已經用東北口音來配、但被原以「像是關東鄉下的話」而頻頻NG。
最後在松竹的101screen上映、總收入為3億6千萬日圓。在2007年的日本電影收入排行第50名。
在上映前，即在多數試映會上播放、也在国内外的電影節上播放、在2007年7月得到在台灣舉行的第9屆台北電影節的孩童電影部分觀眾票選大獎。11月時，在韓国首爾所舉行日本電影節以開幕片的形式上映。
2008年9月、則是在法國的二十五個電影院中上映。

## 故事大綱
住在东久留米的普通小学生上原康一，在暑假前一个下雨天的放学回家路上，因为跟同学互相嬉戏不小心弄掉鞋子到了河川。找到鞋子并去穿鞋時，两次被同一個石頭絆倒，憤而挖起石頭丟向牆壁、從碎掉的石頭裡面掉出了像是乌龟化石的奇怪東西。於是康一在撿回來並且用水沖刷後而變色、不久石頭開始動彈，原来是河童。河童因為第一聲發出「酷」的聲音而得名小酷。在江户时代，小酷的父親被武士所殺後，由於大地震讓地殼分裂使他被卡著关在石頭裡面三百年。上原一家決定讓小酷秘密住在家中。之後回復精神的小酷、說出想要回到舊居「龍神沼」、但被康一他們說「外面太危險」而說服了小酷。小酷也決定在康一家再住一段時間。
康一為了讓小酷看看現在的世界、於是把小酷裝在背包中並且帶他到街上。小酷在背包的細縫中，看到外面的景色和自己過去住的地方已經完全不同後而吃驚、並且對於自己住的沼澤變成高級公寓更是大受打擊。在暫時回復冷靜後、因為上原一家的溫暖對待而讓牠不知不覺變成一家人。有一天、小酷在雜誌上看到「和河童相遇之旅」的文章後、一直拜託要去這個地方。於是康一為了帶他去找同伴利用暑假、把小酷再次放到背包中而前往遠野旅行。康一對於小酷在沒人注意的河川中，生龍活虎地游來游去感到吃驚。不過小酷在民宿中被所遇到座敷童子告知「有百年沒看過河童了」、讓小酷因此放棄在遠野尋找同伴。
然後在康一他們回來前、就已經流傳上原家住著河童的傳言、並且還因此演變成媒體大幅報導的大騷動。回來後的康一他們被八卦雜誌記者和攝影師加以尾隨、而終於讓小酷被拍到照片。被相機閃光嚇到的小酷、利用河童的能力，在手一摸到攝影機後就讓攝影師的相機鏡片被破壞掉。因此讓小酷的存在被正式確認。
之後、上原家門前盡是記者和群眾、於是全家出動要藏匿小酷。可是康一父親保雄的公司客戶、在提出要讓小酷演廣告的建議後、終於上門拜訪。小酷因為認為自己給上原家帶來麻煩、為了報恩而決定要上電視。
小酷和上原一家變成了要上八卦綜藝節目、他們也帶著所養的狗大叔到電視台。在那邊等待時、剛好有特別來賓是河童研究家。因為他是殺了小酷的父親的武士後裔，臉也長得像他、而且還拿著小酷父親手腕的木乃伊，讓小酷看到後情緒變得非常高亢、而利用其能力破壞了攝影棚的攝影機和照明燈、並且奪走父親的手腕騎著大叔從電視台逃出。群眾一直追著牠、終於讓牠被追到東京鐵塔。不過、小酷所騎的大叔也因此被群眾的汽車所撞到而斷氣，但也救了小酷一命、不過卻讓小酷陷入悲傷和絕望、於是牠自行爬到塔的中間。可是頭上的盤子也跟著乾掉、陷入疲憊的小酷、對於沒有同伴只有人類的現在社會感到失望。讓小酷拿著父親的手腕一直大叫著「爸爸！」。而突然在小酷面前出現一片烏雲開始瀰漫著...。

## 登場人物
小酷
富澤風斗 ／ 雷碧文(台灣)
河童的孩子。因為大地震讓地面裂開而被困在裡面，並因此被關在石頭中長達三百年。講話帶有點腔調並能聽懂人話。因為是河童，所以也喜歡吃小黃瓜、魚以及昆蟲等東西，也很擅長相撲和游泳。有著不可思議的能力以及敏銳的直覺，因此還能感受到妖怪的氣息，也能和動物對話。擅於在水裡活動著（但頭上的盤子不能碰到海水）。過去有過真名，但因為時間太長而忘掉，於是被康一命名為「小酷」。有著孩子般的天真和強烈的好奇心，也相當有禮貌。因為被告知「人類是恐怖的生物」，所以會和人類保持一定距離，由於上原家溫暖的對待，讓他對人類的想法依此有所改觀。導演將裡面的河童設定成類似原住民的少數民族，然後走路和游泳等動作則是以企鵝為原型。
上原康一
横川貴大 ／ 李明幸(台灣)
住在東久留米，一個普通的小学5年級生。同學都叫他「小康」。某次的下雨天下課時，為了要去撿掉在河川上的鞋子，於是一邊挖石頭一邊將石頭朝後面牆壁丟，結果從碎掉的石頭中跑出乾掉的小酷，康一將牠秘密地裝在背包內，帶回到自己的家並和小酷像是兄弟一樣地一起生活。但之後小酷的存在被大家知道，讓他在學校的地位產生困難，只有同學紗代子變成他那時候唯一的朋友。
上原保雄
田中直樹（ココリコ） ／ 何志威(台灣)
康一和瞳的爸爸。是個有點靠不住的普通上班族。因為予許康一養小酷，讓他和太太及小瞳互相對立。因為在意小酷，所以讓他開始會早點回家，在上原家中，是最怕讓大家知道小酷存在的人。不過因為雜誌的關係，讓小酷的存在被人知道，因此所工作的公司客戶拜託他上節目，讓他最後不得而答應小酷上電視。
上原友佳里
西田尚美 ／ 錢欣郁(台灣)
康一和瞳的母親。一個普通的家庭主婦。第一次看到小酷時覺得牠很恐怖，而反對養在家裡。但在買完菜回來並要放到冰箱時，注意到小酷擅長抓蟲子的長處而感到高興並且因此成為改變兩人關係的契機，之後她和小酷相處變得非常融洽。在康一在小酷去遠野旅行時，還變成最擔心小酷的人。
上原瞳
松元環季 ／ 林美秀(台灣)
康一的妹妹和幼稚園生。當初小酷來到家裡時，因為有點介意而對牠沒興趣，還讓牠有點嫉妒小酷，但在故事結束時，兩人的關係有變好。由於在幼稚園中講出小酷在她家的事情，讓流言因此漸漸地被傳開。
阿伯
安原義人 ／ 林谷珍(台灣)
上原家所養的雜種狗。由於突然受到前飼主的虐待而逃出來，然後被小時候的康一撿回來。名字的由來，是因為康一說牠的臉像是大叔而來。有著能和小酷在心中對話的不可思議能力並且在背後守護小酷和康一，對話時還會特別擔心小酷。在上電視前時，看到小酷害怕那些媒體，於是自己對小酷說出要和牠一起去。之後由於小酷在電視台看到父親的手腕而情緒高亢造成騷亂，讓牠背著小酷一起跑出電視台。但在東京鐵塔的停車場中，不幸被群眾的車子撞死。
小酷的父親
なぎら健壱 ／ 何志威(台灣)
在開頭登場。小酷最喜歡的父親，也是擅於捕魚的河童。三百年前的某一晚，自己居住的「龍神沼」因為要被围垦，於是讓牠跑去找武士商量，卻被他所殺。和小酷一樣，講話有點腔調。
菊池紗代子
植松夏希 ／ 林美秀(台灣)
康一的同學。平常沉默寡言而且對人都無法打開自己的內心，使她經常被同學欺負，不過卻對她沒什麼影響，還裝作若無其事的樣子。是讓康一找到小酷的關鍵人物，因為一直看著康一把小酷帶回去的整個經過，而能夠稍微察覺到小酷住在康一家的事情。在小酷的存在被人知道而造成同學們紛紛避開康一的時候，只有她對康一打開心房，也能夠看到她保護康一的一面。但因為後來雙親離婚，於是和母親一起搬走。名字由來來自於つげ義春的漫画作品『紅花』的菊池紗代子（故事後面，從紗代子被同學戲弄的台詞中「妳怎麼啦，生理來了嗎？」，則是向有著初次月經隱喻的『紅花』的直接致敬）。
武士
羽佐間道夫
在開頭登場。因為接受村長款待而喝醉。與村長共謀要围垦龍神沼，變成田地。但因為有河童突然出現而認為自己的壞事被聽到，於是把那個河童（小酷的父親）殺掉。
村長
藤本讓
在開頭登場。為了賺錢而與武士共謀要围垦。但被突然出現的河童嚇倒，並想要說服武士不要對河童拔刀。
清水
羽佐間道夫 / 何志威
民俗研究家。是殺了小酷父親的武士後代，臉長得很像他的祖先。有著河童手腕的木乃伊，並因此主張河童是真正存在的生物。清水因為他的祖先留有「打倒惡作劇河童」的傳說而參加節目。對於小酷相當有好感，小酷則因為主張他拿的木乃伊是自己父親的手腕，於是他放棄持有讓小酷拿走並且上電視評論此事（這個場景在電影版被砍掉）。
俊夫
富田耕生 ／ 何志威(台灣)
在遠野食堂的中年男性。夢想捕到真正的河童來賺取賞金。告訴康一河童可能住的河川。之後看到上電視的康一和小酷後，而大吃一驚。
食堂阿姨
一城美由希 ／ 錢欣郁(台灣)
遠野食堂的女店員。
民宿老闆
岩田安生
康一和小酷所住的民宿老闆。向康一講說屋內是個曲屋(呈現L型的建築物)和有座敷童子的事情。
民宿客人（夫）：稲葉實
民宿客人（妻）：定岡小百合
座敷童子
井上里花 ／ 林美秀(台灣)
住在康一和小酷所投宿的遠野民宿裡。跟小酷講說「我在這裡已經百年沒看到河童了」。
電車内的阿姨：西川宏美
新花巻車站廣播：瀨那步美
計程車司機：平野正人
河童淵的觀光客：瀧本富士子
雜誌記者：成田劍 ／ 何志威(台灣)
攝影師：木村雅史 ／ 林谷珍(台灣)
評論員：大川透
廣播：太田真一郎
出版社之男：田中一成
偶像：野上尤加奈
主播：新千恵子
警官：北村允志
AD：河野裕
製作人：納谷六朗
導演：玄田哲章
製作人和導演，在小酷上電視時，為了要不要遮住牠的下體而起了爭執（因此最後讓小酷穿海灘褲上電視）。
董事長：鄉里大輔
部長：佐佐木敏
保雄公司的董事長和部長，想要讓小酷出現在自己公司所做的節目中而去拜託保雄。
司儀：藤原啟治
女主播：矢島晶子
東京鐵塔職員：優希比呂
主播：子安武人
烏鴉1：阪口大助
烏鴉2：大西健晴
大叔死後，為了要吃屍體和小酷而聚集的烏鴉們，在要飛下來時，被情緒高亢的小酷用牠的能力所殺，並讓其他烏鴉因此受到驚嚇而逃走。
警衛1：川中子雅人
警衛2：山中真尋
游泳池老師，電視的聲音：島香裕
遠野車站的廣播：中村千繪
綾菜的母親：永島由子
綾菜（瞳的幼稚園同學）：宮本侑芽
康一的同學：安達直人
康一的同學：松岡和暉
康一的同學：吉武怜朗
康一的同學：村上想太
康一的同學：池田恭祐
康一的同學：日高里菜
康一的同學：吉原沙希
康一的同學：枚田菜菜子
大叔的前飼主
瀧原祐太
在大叔的回憶中登場。最初都和大叔一起玩並且感情非常好，但在讀國中後被同學欺負，因此個性改變而去虐待大叔。
喜如妖
ゴリ／ 林谷珍(台灣)
能夠變成人類的沖繩妖怪。本作中以石獅子的造型為原型。因為在電視上看到小酷的事情，於是寫了一封信給上原家希望將小酷接過來和牠一起住，最後由上原家讓牠寄居到喜如妖那裡。

## 工作人員
- 監督・劇本：原惠一
- 原作：木暮正夫（改編自「かっぱ大さわぎ」「かっぱびっくり旅」）（岩崎書店刊）
- 角色設定・作画監督：末吉裕一郎
- 美術監督：中村隆（スタジオユニ）
- 色彩設計：野中幸子
- 撮影監督：箭内光一（ライトフット）
- 編輯：小島俊彥（岡安Promotion）
- CG監督：堤規至
- CG效果：松山正彦
- 演出助手：石田暢
- 音樂：若草恵
- 音響監督：大熊昭
- 音響製作：AUDIO PLANNING U
- 音響製作編輯：原田絢子
- 錄音工作室：APU MEGURO STUDIO
- 製作編輯：長南佳志
- 製作製作人：杉山豊（電通）
- 製作人：茂木仁史（シンエイ動画）
- 動畫制作：シンエイ動画
- 題字：武田双雲
- 協力：日本子守唄協会、NPO法人日本教育再興連盟、(財)河川環境管理財団 子どもの水辺サポートセンター、(社)日本河川協会
- 協賛：東日本旅客鐵道、西武鐵道
- 支援：文化廳
- 後援：岩手縣、遠野市、東久留米市
- 製作：「河童之夏」製作委員会（シンエイ動画、松竹、電通、電通テック、Sony Music Entertainment、SKY Perfect Well Think、三井物産、朝日電視台）
- 分配：松竹

## 音樂

### 主題曲
「夏のしずく」
- 演唱：大山百合香（日语：大山百合香）
- 作曲：朝本浩文（日语：朝本浩文）
- 作詞：山本成美（日语：山本成美）
- 編曲：朝本浩文（日语：朝本浩文）

### 插入曲
「座敷わらしの子守唄」
- 演唱：井上里花（日语：井上里花）
- 作詞：西舘好子（日语：西舘好子）
- 編曲：原荘介（日语：原荘介）

「雨乞いの唄」
- 演唱：富泽风斗
- 作曲：原恵一
- 作詞：原恵一
- 編曲：若草恵

「星めぐりの唄」
- 作曲：宮澤賢治
- 編曲：若草恵

## 得獎
- 第9屆台北電影節兒童電影部分觀眾票選大獎
- 平成19年度第11屆日本新媒體動漫藝術節動畫部門大獎
- 第31回日本電影金像獎優秀動畫作品獎
- 第29回橫濱電影節2007年度最佳十部日本電影 第5名
- 第50回朝日最佳十部電影節　日本電影第2名
- 第81回電影旬報最佳十部 日本電影第5名
- 第62回每日電影獎　動畫電影獎
- 第2回Invitation AWARDS 動畫獎
- 東京國際動畫博覽會2008 第7回東京動畫時間国内電影院部分優秀賞・個人獎部分劇本獎

## 其他
在台灣，此片曾在卡通頻道、MOMO親子台播出。

## 外部連結
- 官方網站 （页面存档备份，存于）
- 官方部落格 （页面存档备份，存于）
- 酷的電影罐
- アニプレックス的DVD站 （页面存档备份，存于）